# Carl von Ghega
 (janvier 2022).
Si vous disposez d'ouvrages ou d'articles de référence ou si vous connaissez des sites web de qualité traitant du thème abordé ici, merci de compléter l'article en donnant les références utiles à sa vérifiabilité et en les liant à la section « Notes et références ».
Carl von Ghhega, né le 10 janvier 1802 à Venise et mort le 14 mars 1860 à Vienne, est un ingénieur autrichien, notamment constructeur de la ligne de chemin de fer de Semmering entre Gloggnitz et Mürzzuschlag, première ligne de train de montagne à voie normale construite en Europe.

## Biographie
Carl von Ghega est né le 10 janvier 1802 à Venise de parents albanais. Il était destiné au départ à devenir officier de marine comme son père, mais il est vite apparu que son talent pour les mathématiques était plus grand que son amour de la mer. Après avoir fréquenté le Collège militaire impérial, il est parti à l'université de Padoue à l'âge de 15 ans, où il obtint son diplôme d'architecte et d'ingénieur au bout d'un an, et son doctorat en mathématiques au bout de deux ans.
Il a commencé sa carrière d'ingénieur dans le domaine des routes et de l'ingénierie hydraulique en Vénétie. Il a notamment participé à la construction de la Strada d'Alemagna, une route reliant Trévise à Cortina d'Ampezzo. Après avoir publié un livre technique en 1833, il dirigea entre 1836 et 1840 la construction d'une section (entre Lundenburg, aujourd'hui Břeclav, et Vienne) de la Nordbahn, opérée par les Chemins de fer du Nord Empereur-Ferdinand (de). En 1836  et 1837, il étudia aussi l'ingénierie ferroviaire en Angleterre et dans plusieurs pays européens, et il effectua en 1842 un voyage d'étude aux États-Unis pour y étudier les lignes de montagnes. Les connaissances acquises lors de ce voyage ont été utilisées non seulement pour la planification et la construction du chemin de fer de Semmering, mais aussi pour des publications.

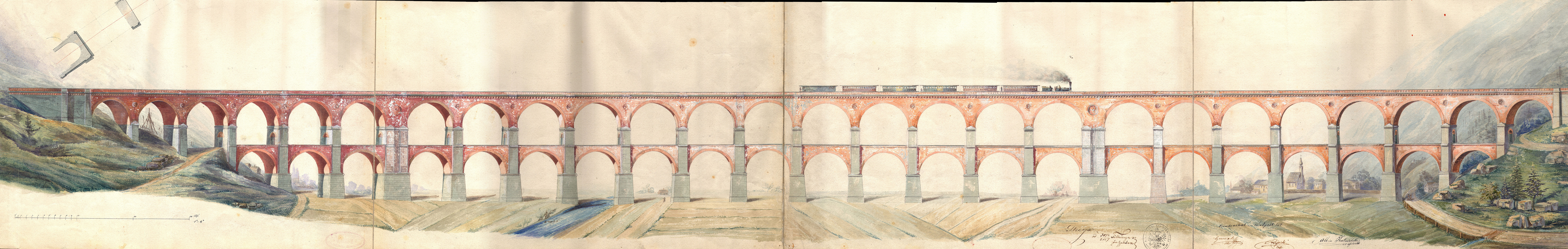
Plan du Franzdorfer Viadukt (aujourd'hui Borovnica en Slovénie) réalisé par Ghega en 1850

Il fut ensuite chargé de planifier la construction de la ligne ferroviaire vers le sud, de Gloggnitz à Trieste en passant par Mürzzuschlag et Graz. Le tronçon Semmering était considéré par beaucoup de ses contemporains comme techniquement complexe et même impossible. Mais dès 1844, il présenta un plan de traversée du Semmering, qui prévoyait un fonctionnement avec des locomotives à vapeur conventionnelles, évitant ainsi le recours au chemin de fer à crémaillère ou au funiculaire. Ghega commença donc à concevoir des locomotives capables de surmonter de telles pentes.
Les travaux de construction du chemin de fer de Semmering ont commencé en  1848 et avant même son achèvement en 1854, l'ingénieur fut élevé au rang de chevalier en 1851. Carl Ritter von Ghega a conçu un réseau ferroviaire pour toute la monarchie des Habsbourg, et il fut ensuite chargé de concevoir des lignes de chemin de fer en Transylvanie. Il n'a cependant pas pu mener ce projet à bien, car il meurt de la tuberculose le 14 mars 1860 à Vienne. En 1858, le dernier chemin de fer de la monarchie fut privatisé, six mois plus tard, le département de Ghega fut dissous.
Sa vie, largement méconnue du public, a fait l'objet de cinq romans et de nombreux mythes.

## Galerie

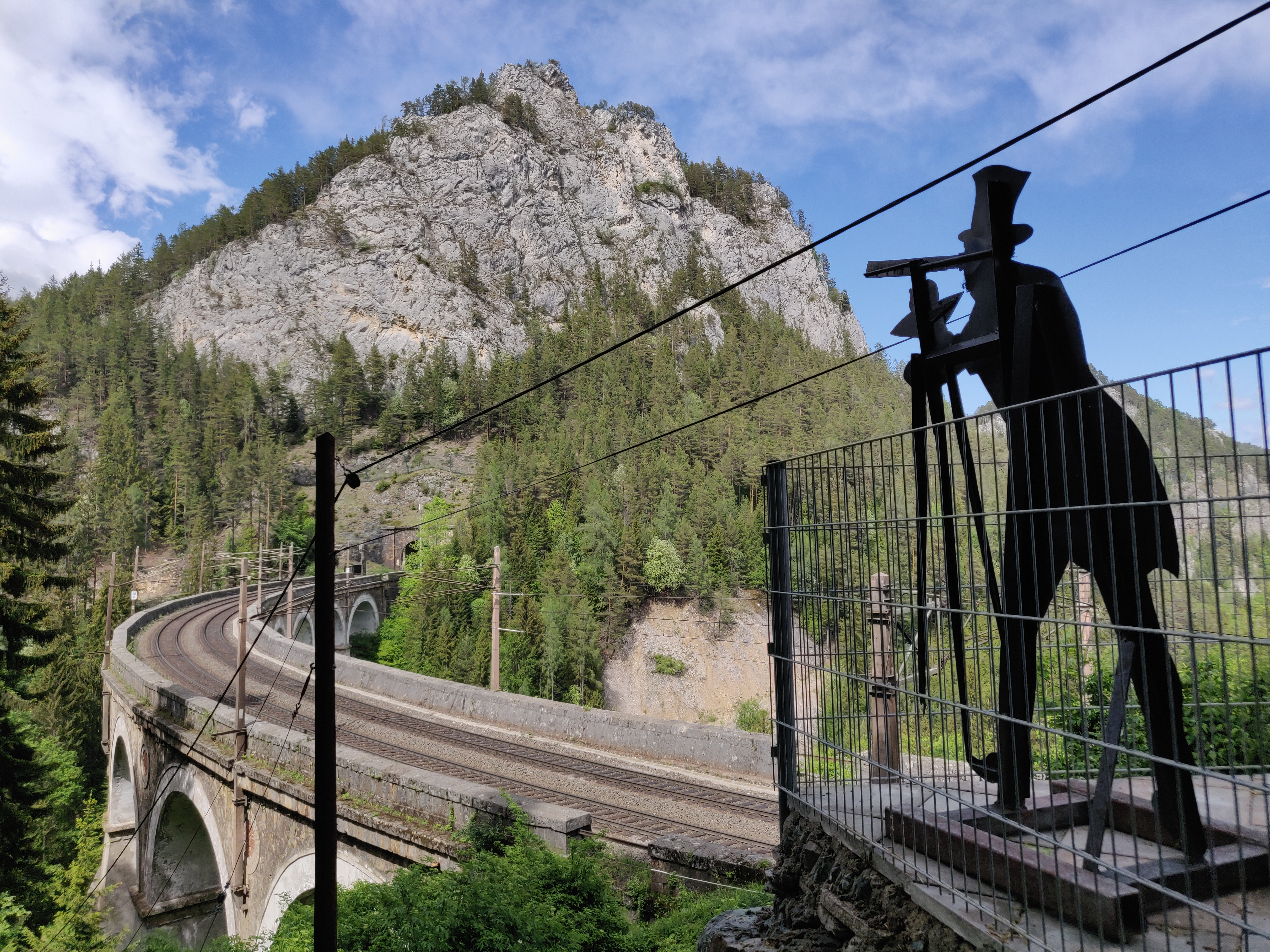
Statue de Ghega orientée vers le viaduc de Kalte Rinne
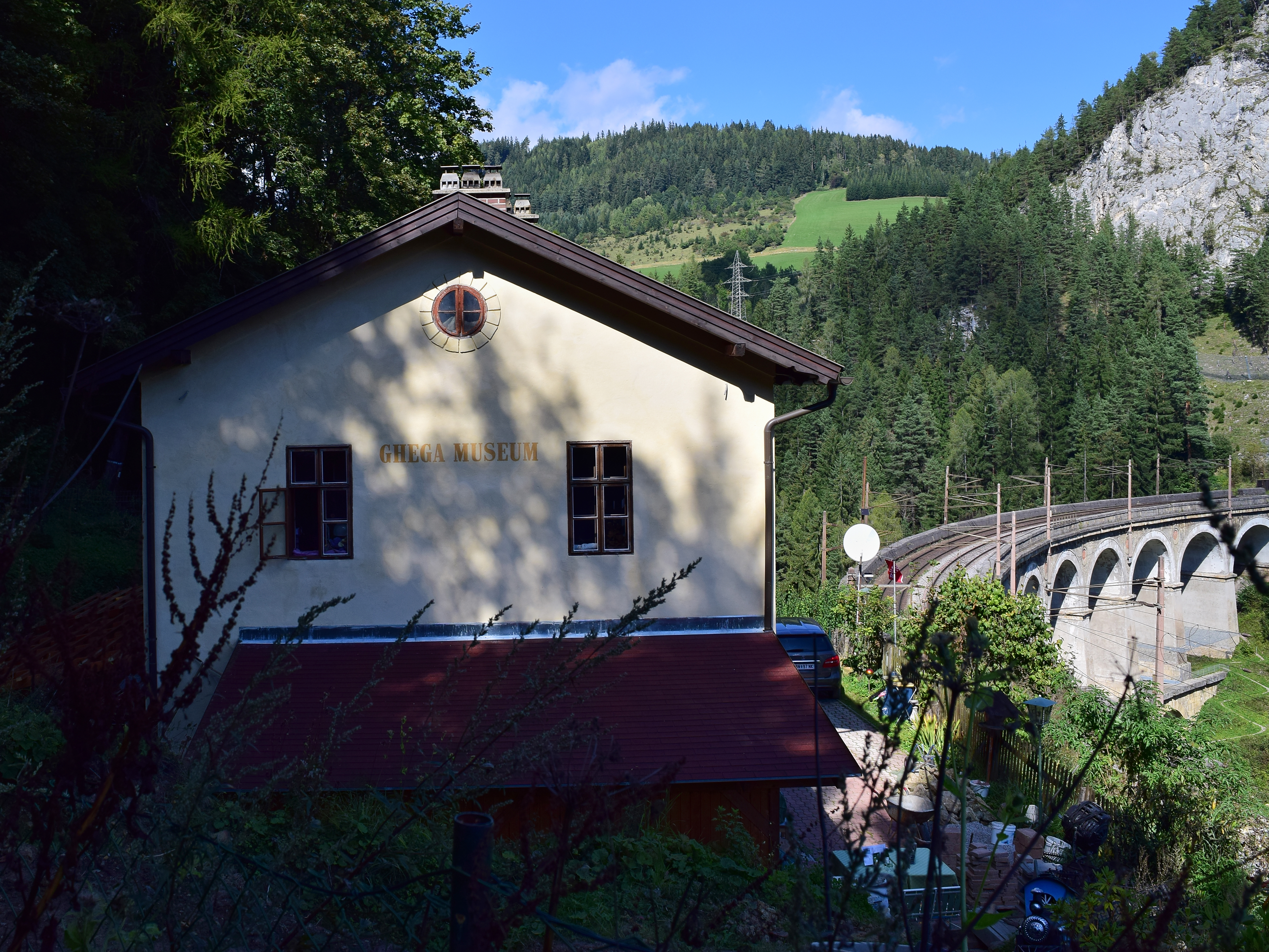
Le musée Ghega et le viaduc de Kalte Rinne
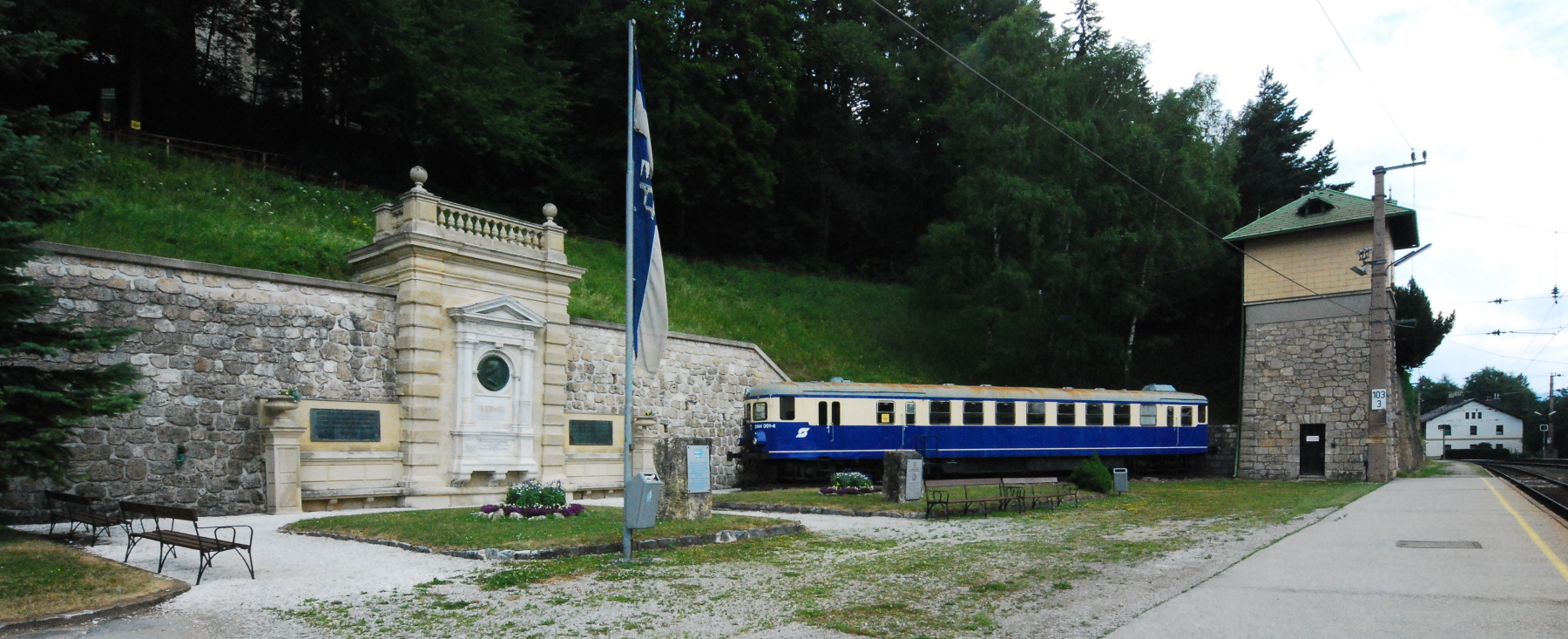
Plaque commémorative en l'honneur de Ghega à la gare de Semmering